# Морозов, Игорь (футболист)
Игорь Морозов (эст. Igor Morozov; 27 мая 1989, Таллин) — эстонский футболист, центральный защитник клуба «Левадия». Выступал за национальную сборную Эстонии.

## Биография

### Клубная карьера
Воспитанник футбольной школы «Вигри» (Таллин). В 2002 году перешёл в школу «Левадии», с 2005 года выступал на взрослом уровне за второй и третий состав команды. В 2006 году дебютировал в чемпионате Эстонии в составе основной «Левадии», а с 2008 года стал твёрдым игроком основного состава. Сезон 2012 года стал наиболее удачным для Морозова, он стал капитаном клуба, сыграл 34 матча, в которых забил 12 голов, и по итогам сезона был признан лучшим футболистом чемпионата Эстонии. В составе «Левадии» неоднократно становился чемпионом и обладателем Кубка Эстонии.
В январе 2013 года перешёл в варшавскую «Полонию», за половину сезона сыграл 13 матчей в чемпионате Польши. Летом того же года перешёл в венгерский «Дебрецен», где по итогам сезона 2013/14 стал чемпионом Венгрии. Но в венгерском клубе не был основным игроком и сыграл за 2,5 сезона только 23 матча.
В 2016 году вернулся в «Левадию». В первом сезоне провёл за клуб 32 матча. В последнем туре сезона-2016 получил травму крестообразных связок, из-за чего пропустил большую часть следующего сезона, в 2017 году сыграл только один матч за основной состав в чемпионате и один — в Кубке. По окончании сезона 2018 года приостановил карьеру на год, а с 2020 года играл только за дубль «Левадии».

### Карьера в сборной
Выступал за молодёжную и олимпийскую сборные Эстонии.
В национальной сборной дебютировал 31 мая 2008 года в матче Балтийского кубка против Литвы. Последний на данный момент матч сыграл в 2018 году. Всего провёл за национальную команду 30 матчей, голов не забивал.

## Достижения
- Чемпион Эстонии (4): 2006, 2007, 2008, 2009
- Серебряный призёр чемпионата Эстонии (4): 2010, 2012, 2016, 2017
- Обладатель Кубка Эстонии (3): 2007, 2010, 2012
- Обладатель Суперубка Эстонии (1): 2010
- Лучший футболист чемпионата Эстонии: 2012
- Чемпион Венгрии (1): 2013/14